# Vellozia barbata
Vellozia barbata är en enhjärtbladig växtart som beskrevs av Goethart och Johannes Jan Theodoor Henrard. Vellozia barbata ingår i släktet Vellozia och familjen Velloziaceae. Inga underarter finns listade.